# 애기사마귀과
애기사마귀과(Hymenopodidae)는 사마귀목의 하위 과이다. 한국에는 애기사마귀 1종만이 알려져 있다.

## 한국의 애기사마귀과
- 애기사마귀